# Medalha Theodore von Karman
A Medalha Theodore von Karman em engenharia é concedida anualmente para um pesquisador em reconhecimento de sua produção intelectual. A premiação foi criada em 1960, em honra de Theodore von Kármán, pela divisão de engenharia da Sociedade Americana de Engenheiros Civis.

## Agraciados[2]
- 1960 - William Prager
- 1961 - Raymond Mindlin
- 1962 - Nathan M. Newmark
- 1963 - Hunter Rouse
- 1964 - Eric Reissner
- 1965 - Warner Koiter
- 1966 - Daniel Drucker
- 1967 - Maurice Anthony Biot
- 1968 - Lloyd Hamilton Donnell
- 1969 - Geoffrey Ingram Taylor
- 1970 - Wilhelm Flugge
- 1971 - Alfred Martin Freudenthal
- 1972 - Nicholas Hoff
- 1973 - Hans Bleich
- 1974 - George W. Housner
- 1975 - John Argyris
- 1976 - Yuan-Cheng Fung
- 1977 - George Carrier
- 1978 - Rodney Hill
- 1979 - Henry Louis Langhaar
- 1980 - George Herrmann
- 1981 - Chia-Shun Yih
- 1982 - Bernard Budiansky
- 1983 - Albert E. Green
- 1984 - Stephen Harry Crandall
- 1985 - Philip Gibson Hodge
- 1986 - Stanley Corrsin
- 1987 - Richard Skalak
- 1988 - Tung-Hua Lin
- 1989 - Egor Popov
- 1990 - John Dundurs
- 1991 - Bruno A. Boley
- 1992 - John Tinsley Oden
- 1993 - Ronald Rivlin
- 1994 - Masanobu Shinozuka
- 1995 - Ray Clough
- 1996 - Clifford Truesdell
- 1997 - Não atribuída
- 1998 - Y. K. Lin
- 1999 - Ted Belytschko
- 2000 - Robert H. Scanlan
- 2001 - Anestis Stavrou Veletsos
- 2002 - Thomas Kirk Caughey
- 2003 - Pol Dimitrios Spanos
- 2004 - Theodore Yao-tsu Wu
- 2005 - Zdeněk Bažant
- 2006 - George J. Dvorak
- 2007 - Chiang C. Mei
- 2008 - Sia Nemat-Nasser
- 2009 - Thomas J.R. Hughes
- 2010 - Jan Achenbach
- 2011 - Não atribuída
- 2012 - Franz-Josef Ulm[3]
- 2013 - Wilfred Iwan[4]
- 2014 - James Robert Rice
- 2015 - Ahsan Kareem[5]
- 2016 - Ares J. Rosakis
- 2017 - Huajian Gao[6]
- 2018 - J. N. Reddy[7]
- 2019 - Yonggang Huang[8]
- 2020 - Katepalli Raju Sreenivasan
- 2021 - Fabrizio Vestroni[9]